# Michael Schiefel

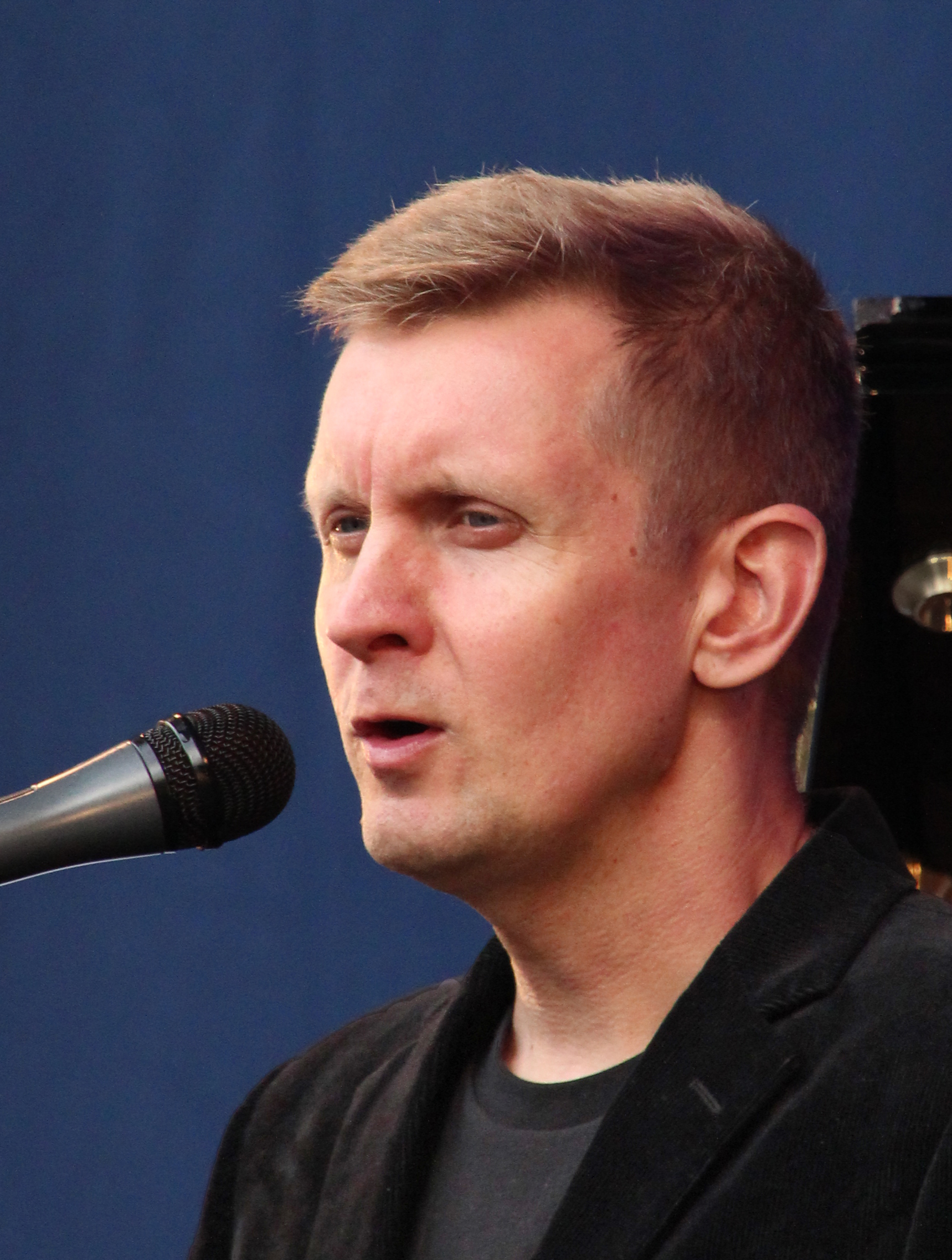
Michael Schiefel (2017)

Michael Schiefel (* 15. April 1970 in Münster) ist ein deutscher Jazzsänger.

## Leben und Wirken
Schiefel begann bereits während seines Studiums an der Hochschule der Künste Berlin mit den Ausdrucksmöglichkeiten von Loop-Geräten und anderer Elektronik zu experimentieren. Seine erste Soloplatte Invisible Loop (1997) wurde von Hörerschaft und Kritik anerkannt.
Mit verschiedenen Solo- und Bandprojekten tritt er im In- und Ausland auf. Im Quintett jazzIndeed griff er zusammen mit Jan von Klewitz, Bene Aperdannier (Keyboard), Paul Kleber (Bass) und Rainer Winch (Drums) auch Songs der Neuen Deutschen Welle auf (Blaue Augen); 2011 legte diese Formation ein weiteres, von der Kritik beachtetes Album (Ostkreuz) vor. 2006 gehörte „Michael Schiefels jazzIndeed“ zu den zwölf auserwählten Combos des German Jazz Meeting bei der Fachmesse Jazzahead in Bremen und trat mit dem United Women’s Orchestra auf dem Moers Festival auf. Im selben Jahr holte ihn Carla Bley (anstelle von Phil Minton) für ihre Essener Aufführung von Escalator over the Hill.
Weiterhin arbeitete Schiefel mit dem Balkan-Jazz-Quintett Batoru, mit dem Vibraphonisten David Friedman sowie mit Thärichens Tentett (für das 2012 veröffentlichte Thärichen-Album An Berliner Kinder erhielt er 2013 einen Echo Jazz). 2012/2013 war er in Moers Improviser in Residence.
Schiefel lehrte von 2001 bis 2025 als Professor für improvisierten Gesang an der Hochschule für Musik Franz Liszt Weimar. Seit 2024 unterrichtet er am Jazz-Institut Berlin im Fachbereich Gesang (künstlerisches Hauptfach).

## Diskografie (Auswahl)
- Invisible Loop (Traumton Records; 1997)
- I Don't Belong (Traumton Records; 2000)
- Gay. Mit Andreas Schmidt und Christian Kögel (Traumton Records; 2003)
- Don't Touch My Animals (ACT Music & Vision; 2006)
- My Home Is My Tent (Traumton Records; 2010)
- Platypus Trio. Mit Jörg Brinkmann und Miklós Lukács (2014)
- Wood & Steel Trio feat. Michael Schiefel Hollywood Songbook (Traumton Records; 2018)

## Lexikalische Einträge
- Jürgen Wölfer: Jazz in Deutschland. Das Lexikon. Alle Musiker und Plattenfirmen von 1920 bis heute. Hannibal, Höfen 2008, ISBN 978-3-85445-274-4.